# Opel 15/24 PS
 (août 2024).
L'Opel 15/24 PS est une voiture de la catégorie luxueuse construite par Adam Opel KG seulement en 1909 pour succéder au modèle 20/22 PS.

## Historique et technologie
Après l'abandon progressif des 20/22 PS en 1906, Opel n'a pas produit de véhicule de cette taille pendant deux ans, même s'il existait d'autres véhicules de la marque dans la catégorie des luxueuses à cette époque. Ce n'est qu'en 1909 que la 20/22 PS trouva une successeur correspondante avec la 15/24 PS.
Le moteur était un moteur quatre cylindres d'une cylindrée de 3 770 cm³ (alésage × course = 100 mm × 120 mm), qui produisait 24 ch (17,6 kW) à 2 500 tr/min. Le moteur à commande latérale était refroidi par eau et la circulation du liquide de refroidissement était assurée par une pompe centrifuge. La puissance du moteur était transmise à l'essieu arrière via un embrayage à cône en cuir, une boîte de vitesses manuelle à quatre vitesses et un arbre à cardan.
Le cadre était constitué de profilés en U en tôle en acier. Les deux essieux rigides étaient suspendus à des ressorts à lames semi-elliptiques. Le frein de service agissait sur l’arbre de sortie de la transmission. Le frein à main a été conçu comme un frein à tambours agissant sur les roues arrière.
Il y avait quatre styles de carrosserie, un phaéton à deux places, une voiture de tourisme à quatre places, une berline quatre portes et un landaulet. La variante la moins chère (le phaéton), coûtait 10 000 Reichsmark.
Fin 1909, la construction de la 15/24 PS est arrêtée. La successeur a été le modèle 16/35 PS, plus grand.